# Джалілов Афіяддін Джаліл огли
Афіяддін (Афетдін) Джаліл огли Джалілов (1 серпня 1946, місто Нахічевань, тепер Нахічеванська Автономна Республіка, Азербайджан — 29 вересня 1994, місто Баку, Азербайджан) — азербайджанський радянський діяч, 1-й секретар Нахічеванського республіканського комітету КП Азербайджану, голова Президії Верховної ради Нахічеванської АРСР. Народний депутат Азербайджанської РСР. Член ЦК КПРС у 1990—1991 роках.

## Життєпис
У 1969 році закінчив Ленінградський гірничий інститут імені Плеханова.
З 1969 по 1971 рік служив у Радянській армії.
У 1971—1973 роках — головний енергетик Гумушлуцького рудника Нахічеванської АРСР, головний механік Нахічеванського рудника Нахічеванської АРСР.
Член КПРС з 1972 року.
У 1973—1977 роках — 2-й секретар, 1-й секретар Нахічеванського обласного комітету ЛКСМ Азербайджану.
У 1977—1980 роках — секретар ЦК ЛКСМ Азербайджану.
У 1980—1981 роках — інспектор відділу ЦК КП Азербайджану.
У 1981 році закінчив Академію суспільних наук при ЦК КПРС.
У 1981—1989 роках — 1-й секретар Насімінського районного комітету КП Азербайджану міста Баку.
У 1989 — січні 1990 року — голова Ради міністрів Нахічеванської АРСР.
У січні 1990 — квітні 1991 року — 1-й секретар Нахічеванського обласного (з липня 1990 року — республіканського) комітету КП Азербайджану.
Одночасно в квітні — 17 листопада 1990 року — голова Президії Верховної ради Нахічеванської АРСР.
17 листопада 1990 — квітень 1991 року — голова Верховного Меджлісу Нахічеванської Автономної Республіки.
У лютому 1991—1994 роках — заступник голови Верховної ради Азербайджанської Республіки.
Увечері 29 вересня 1994 року вбитий у під'їзді власного будинку в місті Баку. Разом із ним був застрелений і його водій. Похований на Алеї почесного поховання в Баку.

## Нагороди
- орден «Знак Пошани» (1986)
- медалі